# 羅盤座λ
羅盤座λ，又名CD-28 7196，HD 81169、SAO 177374、HR 3733，是羅盤座的一颗恒星，视星等为4.69，位于銀經257.26，銀緯15.04，其B1900.0坐标为赤經9h 18m 52.4s，赤緯-28° 15.04′ 22″。